# Cyriogonus vinsoni
Cyriogonus vinsoni är en spindelart som först beskrevs av Tord Tamerlan Teodor Thorell 1875.  Cyriogonus vinsoni ingår i släktet Cyriogonus och familjen krabbspindlar.
Artens utbredningsområde är Madagaskar. Inga underarter finns listade i Catalogue of Life.